# Сьётат
Сьёта́т (фр. Cieutat, окс. Ciutat) — коммуна во Франции, находится в регионе Юг — Пиренеи. Департамент — Верхние Пиренеи. Входит в состав кантона Баньер-де-Бигор. Округ коммуны — Баньер-де-Бигор.
Код INSEE коммуны — 65147.

## География

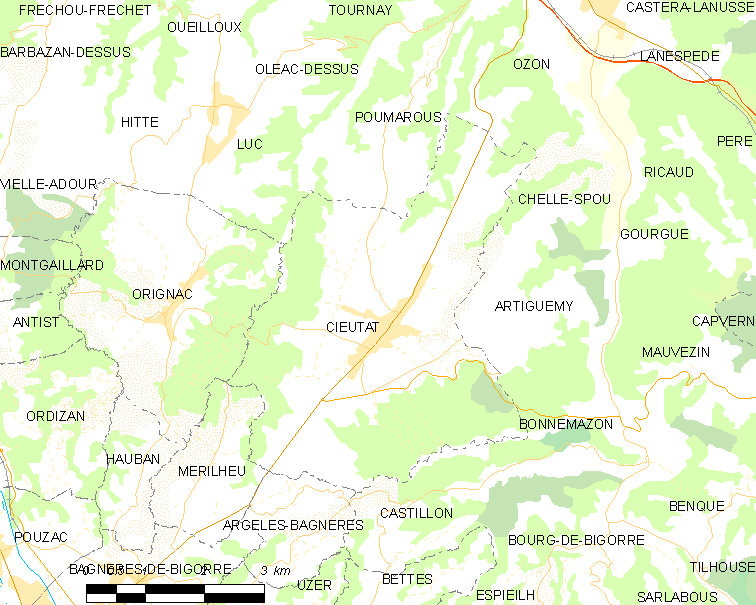
Карта коммуны

Коммуна расположена приблизительно в 660 км к югу от Парижа, в 115 км юго-западнее Тулузы, в 17 км к юго-востоку от Тарба.
По территории коммуны протекают реки Аррет и Арруи.

## Климат
Климат умеренно-океанический с солнечной тёплой погодой и обильными осадками на протяжении практически всего года.

## Население
Население коммуны на 2010 год составляло 593 человека.
| 1962 | 1968 | 1975 | 1982 | 1990 | 1999 | 2010 |
| ---- | ---- | ---- | ---- | ---- | ---- | ---- |
| 521  | 470  | 457  | 509  | 539  | 515  | 593  |

## Администрация
| Период | Период | Фамилия               | Партия | Примечания |
| ------ | ------ | --------------------- | ------ | ---------- |
| 1995   | 2001   | Клод Бирадон          |        |            |
| 2001   | 2008   | Андре Абади           |        |            |
| 2008   | 2014   | Мари-Жозе Дар-Кабарру |        |            |
| 2014   | 2020   | Эдмон Проттён         |        |            |

## Экономика
В 2010 году среди 379 человек трудоспособного возраста (15-64 лет) 286 были экономически активными, 93 — неактивными (показатель активности — 75,5 %, в 1999 году было 76,1 %). Из 286 активных жителей работали 260 человек (135 мужчин и 125 женщин), безработных было 26 (15 мужчин и 11 женщин). Среди 93 неактивных 22 человека были учениками или студентами, 49 — пенсионерами, 22 были неактивными по другим причинам.

## Достопримечательности
- Церковь Св. Варфоломея
- Часовня Нотр-Дам-де-Руме (XVI век). Исторический памятник с 1956 года[4]

## Фотогалерея

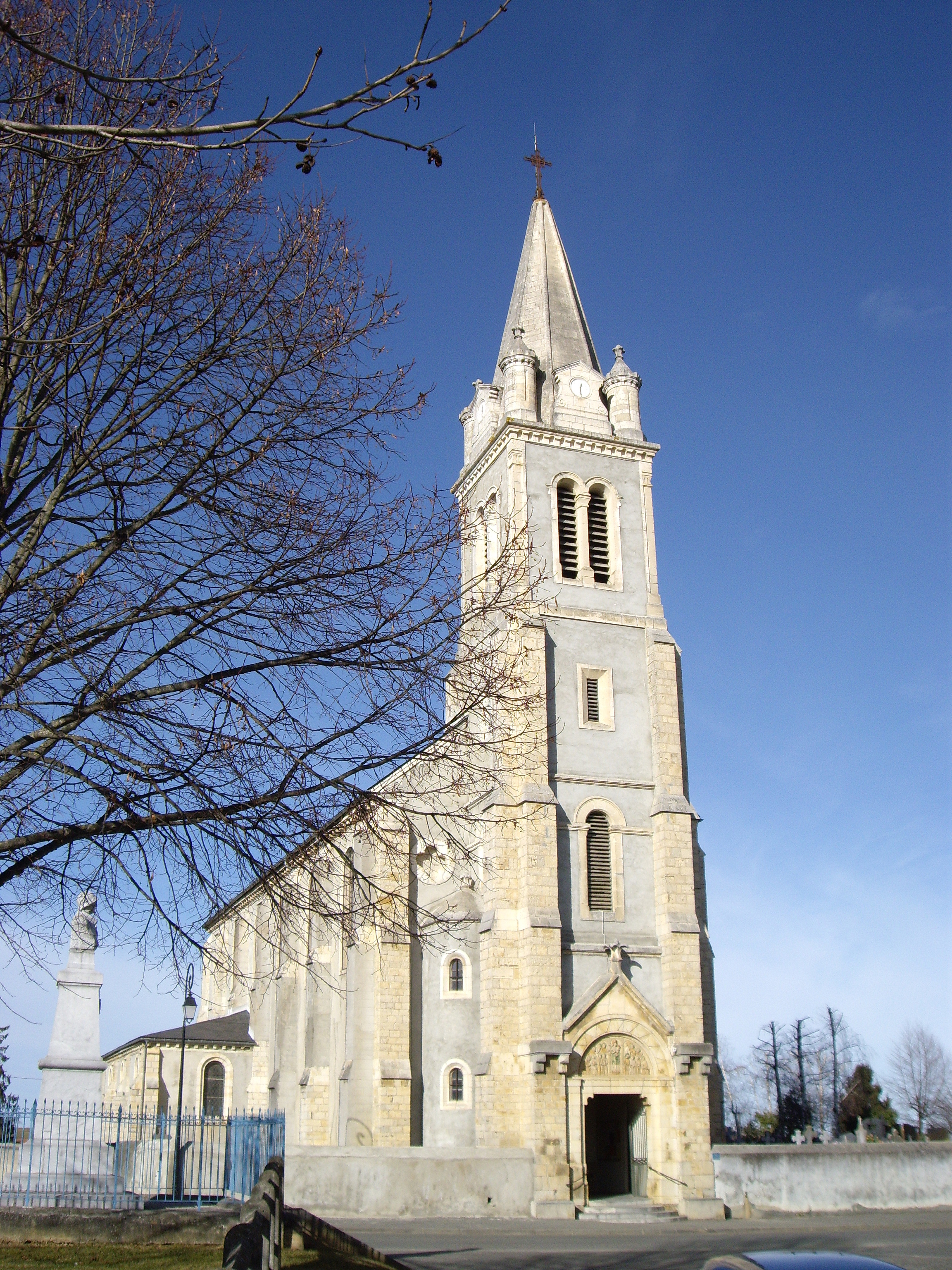
Церковь Св. Варфоломея
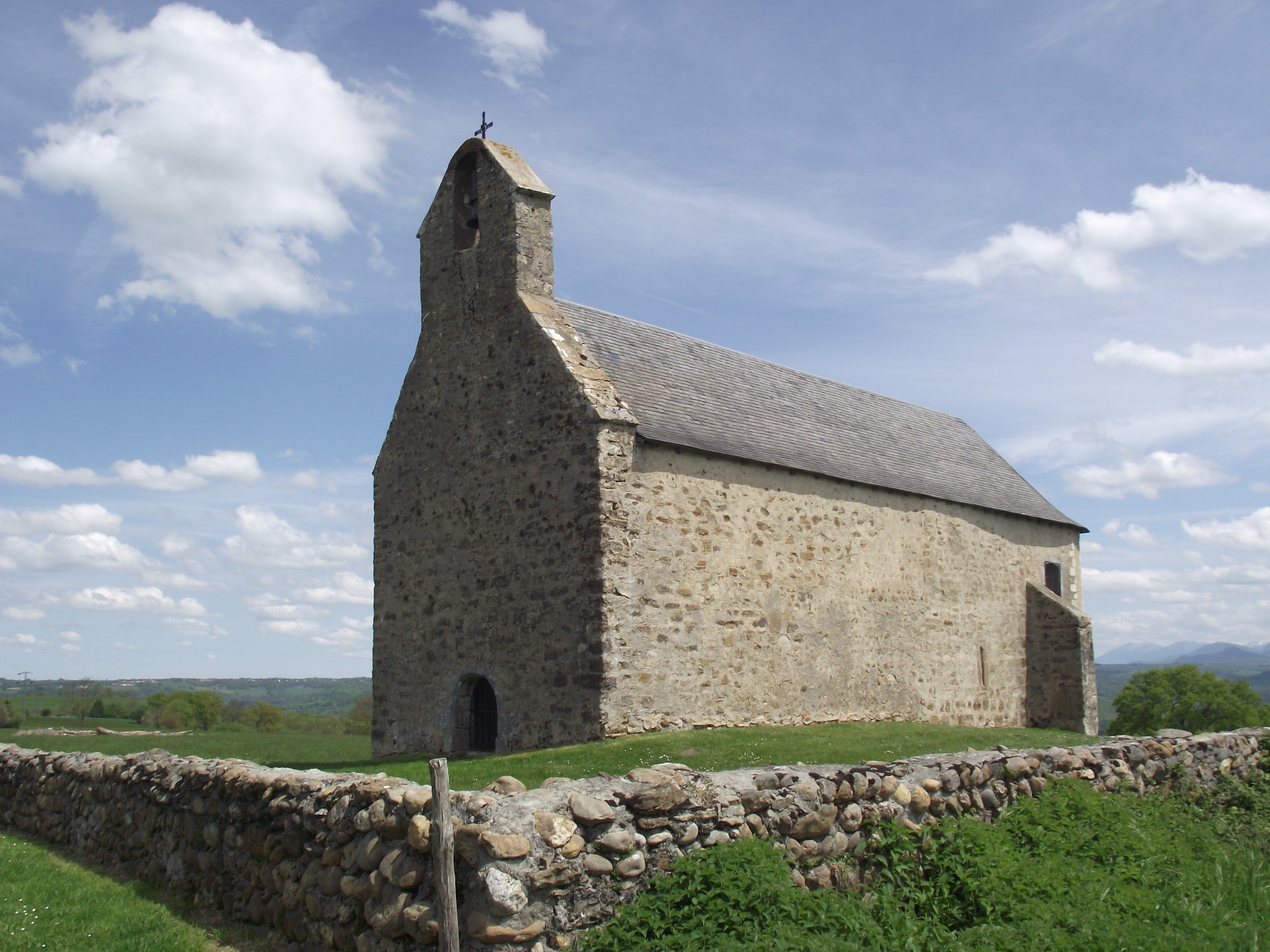
Часовня Нотр-Дам-де-Руме
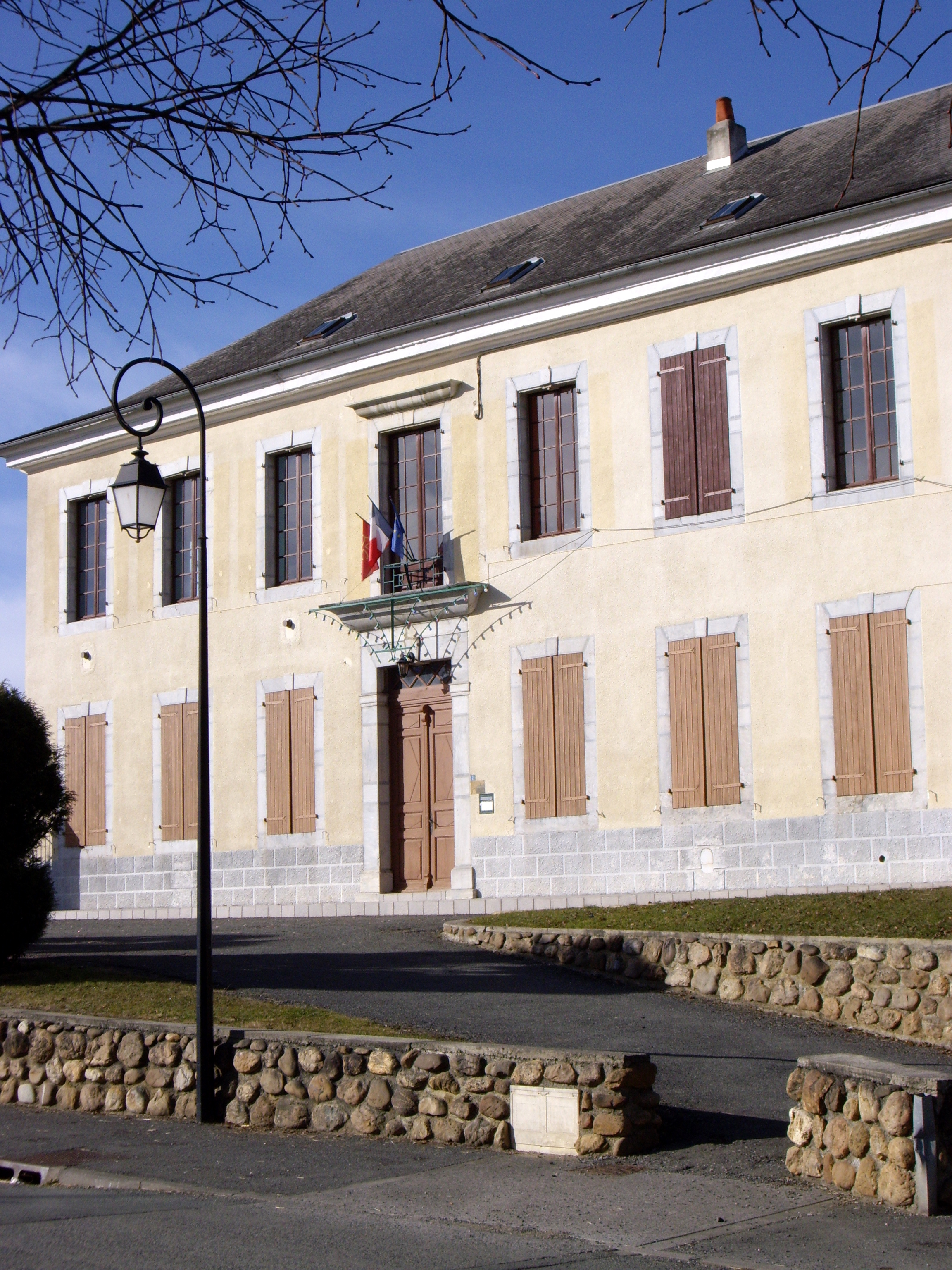
Мэрия
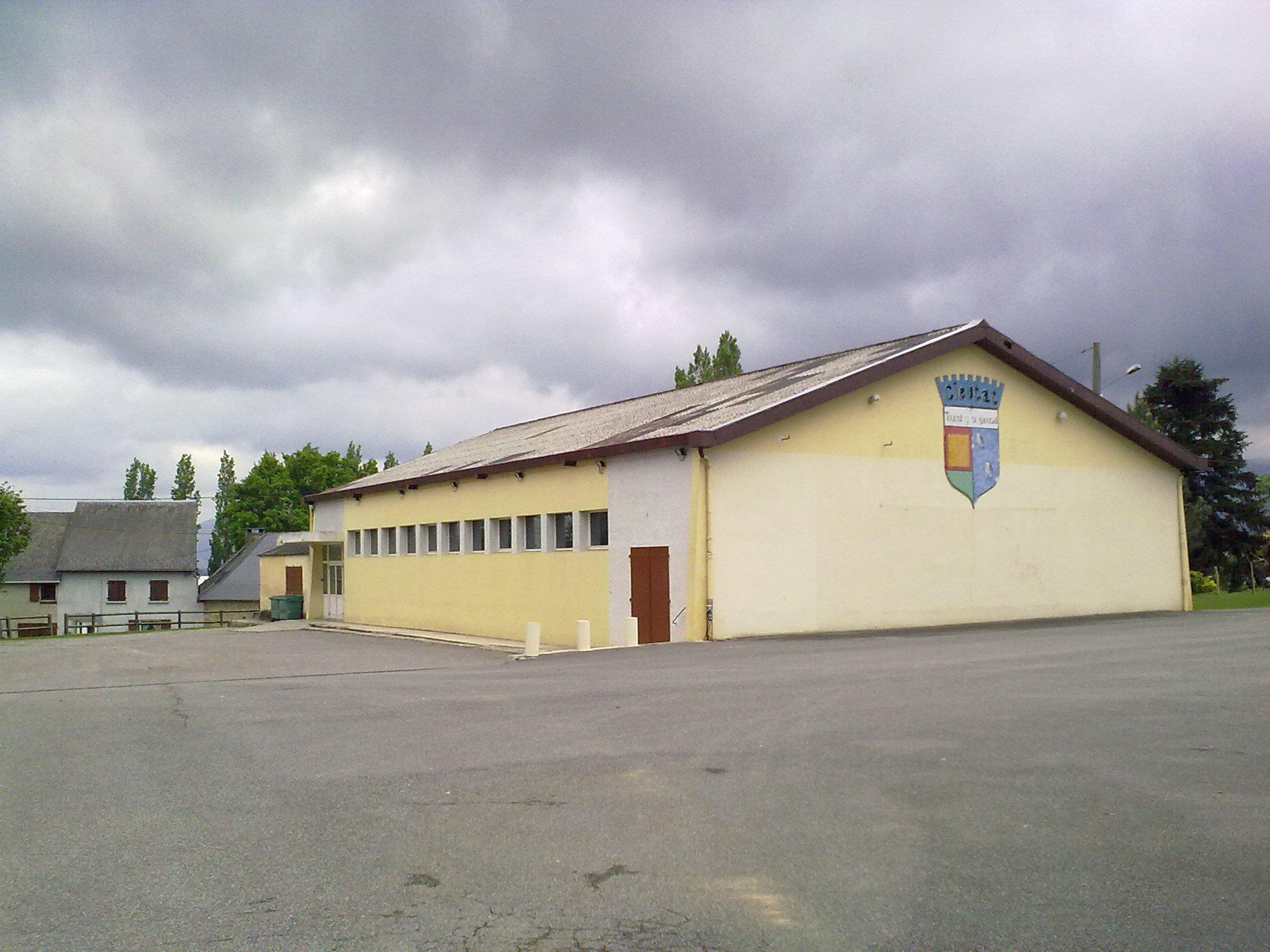
зал для торжественных мероприятий
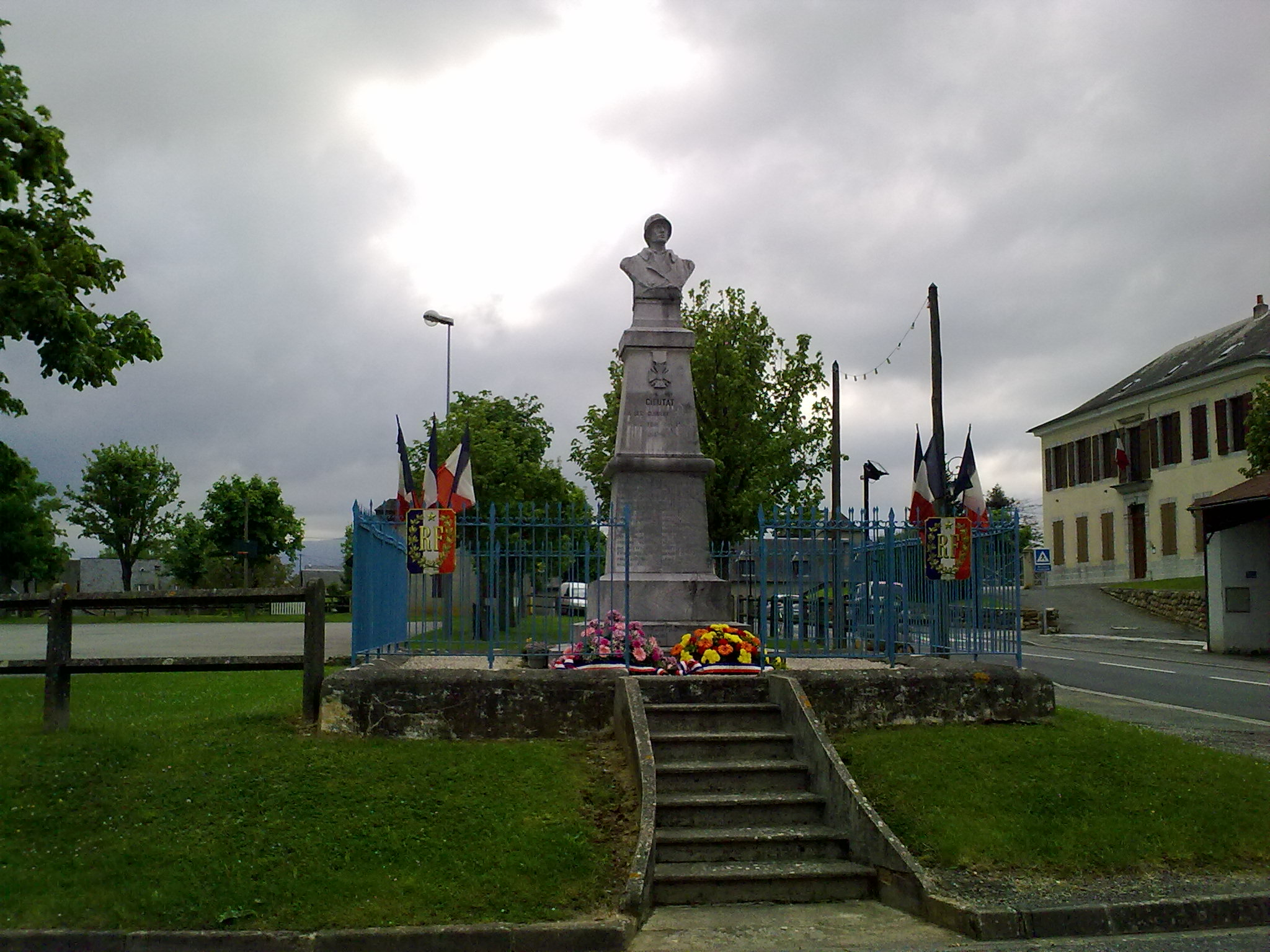
Военный мемориал
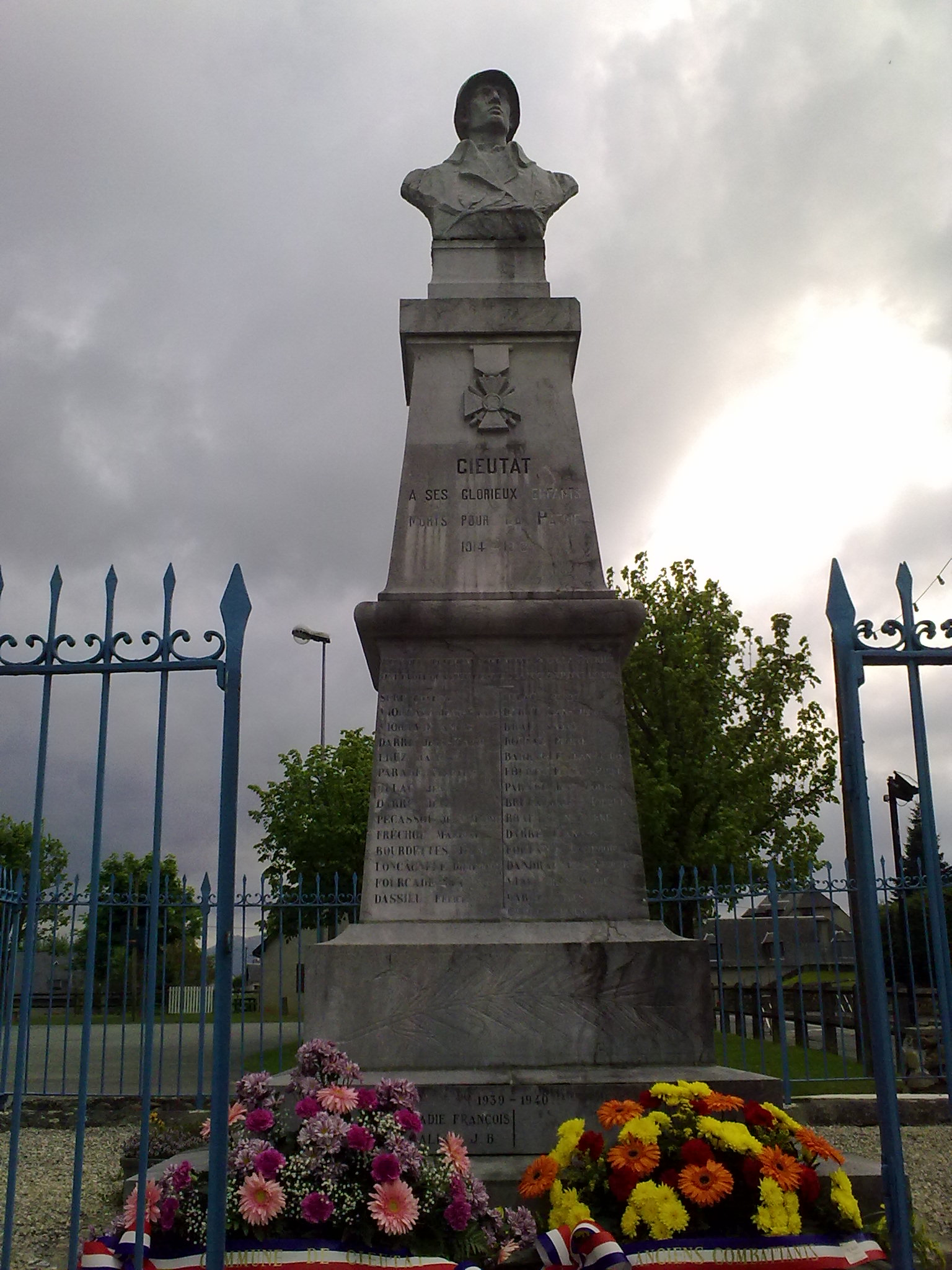
Военный мемориал